# Snoekjesgracht
Le Snoekjesgracht est un canal secondaire de la ville d'Amsterdam. Il est situé à l'est de l'arrondissement de Centrum (dans le Lastage) et relie le Sint Antoniesluis situé derrière Sint Antoniesbreestraat au Kromboomssloot. Son tracé suit plus ou moins un axe nord sur, avant de prendre un virage à environ 90 degrés pour rejoindre le Kromboomsloot. La rue située le long de la partie sud du canal porte le même nom.
Le Snoekjesgracht, qui portait initialement le nom de Snoeksgracht a été baptisé en l'honneur de l'un de ses illustres habitants du XVIe siècle, Jan Pieters Snoeck. Celui-ci y fit construire une maison dont la façade comportait un grand brochet (snoek en néerlandais) en 1595.
Le Snoekjesgracht est situé dans l'ancien quartier juif du Jodenbuurt. Durant l'occupation allemande pendant la Seconde Guerre mondiale, de nombreux habitants du canal furent déportés vers les camps de concentration où beaucoup perdirent la vie.